# Noormannenkasteel (Salemi)

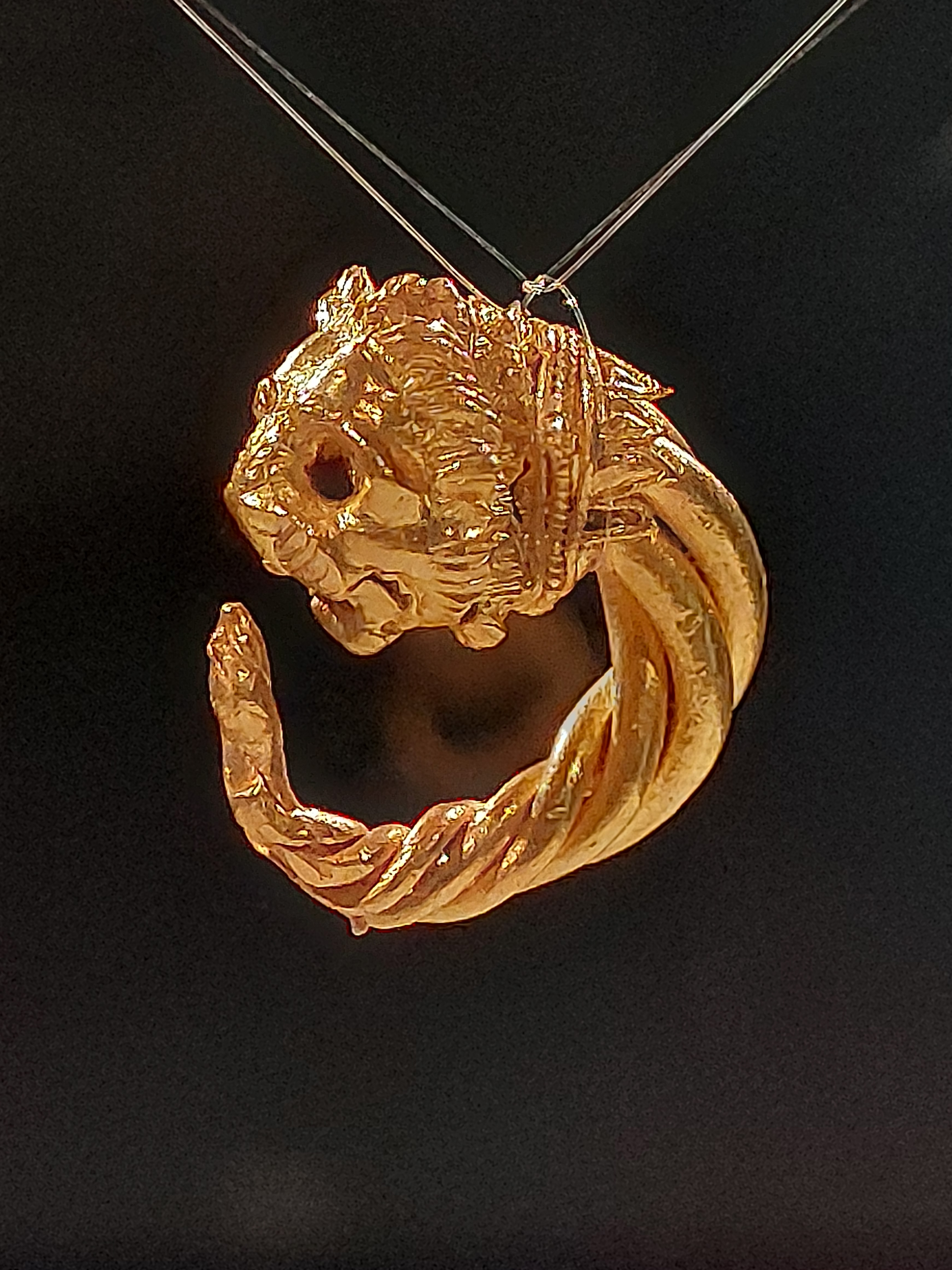
Oorbellen (4e eeuw v.Chr.) uit Griekse Oudheid, te bezichtigen in het museum

Het Noormannenkasteel in Salemi, een gemeente op Sicilië, bevindt zich op een heuvel in het centrum van Salemi op de Piazza Alicia. Het is het gemeentelijk museum. Concerten kunnen in de museumaula uitgevoerd worden.

## Namen
- Castello Normanno of het kasteel van de Noormannen of Normandiërs. De naam komt van de bouwmeester Rogier I van Sicilië van het Huis Hauteville (eind 11e eeuw), de Normandische heerser over Zuid-Italië en Sicilië.
- Castello Normanno-svevo of het kasteel van Noormannen en Schwaben (of Hohenstaufen). Keizer Frederik II van Hohenstaufen, Rooms keizer en koning van Sicilië, liet het kasteel uitbouwen tot zijn huidige vorm (13e eeuw).

## Beschrijving
Het kasteel telt twee ringmuren met centraal een binnenplein dat rechthoekig is. De muren zijn tussen de 1,15 m en 2,40 m hoog. Er zijn drie hoektorens: de westertoren, die rond is en de hoogste is, en twee vierkanten torens, een aan de zuidkant en een aan de oostkant gelegen. Aan de noordzijde stond tot de 17e eeuw de vierde toren doch is verdwenen; op deze plek staat nog wel het woongedeelte van het kasteel. Op het binnenplein stond vroeger een kapel doch deze is eveneens verdwenen.

## Historiek
Op deze plek stond er een Byzantijns en later Arabisch fort. De omgeving van Salemi was in de vroege middeleeuwen bewoond door Arabischtalige Sicilianen, niet alleen tijdens het emiraat Sicilië maar ook  nadien. Rogier I startte de bouw van het kasteel bovenop de bestaande constructie en dit in het jaar 1077. Het kasteel van Salemi maakte deel van een fortengordel in westelijk Sicilië: zo besliste hij ook kastelen op te richten in Mazara del Vallo, Marsala, Trapani en nog elders. Met het kasteel van Salemi controleerde Rogier I de vallei van de rivier Belice middenin. 
Na de val van het Normandisch bestuur in Sicilië kwamen de Hohenstaufen aan de macht. Keizer Frederik II van het Heilige Roomse Rijk liet het kasteel uitbouwen. Dit verklaart de gotische stijl in sommige delen van het woongedeelte. Het Noormannenkasteel was afgewerkt in de jaren 1220-1233. In het kasteel resideerde een baljuw, vergaderden de lokale edelen en werd er recht gesproken. De toegangspoort was zo versterkt dat oproerige burgers vanuit het dorsplein niet gemakkelijk konden binnenstormen. Dit bleek nuttig bijvoorbeeld bij de opstand van de moslims in West-Sicilië (jaren 1243-1246) tegen het bestuur van keizer Frederik II. Na het bestuur door het Franse Huis Anjou-Sicilië viel Sicilië onder Aragonees bestuur. De Aragonezen gaven het kasteel en het gebied van Salemi in leen aan lokale edellieden. Deze richtten de salons verder in.
In 1798 kocht de gemeente het kasteel van de laatste baron in Salemi, baron Ripa. Zij bouwde aan de zijkant tussen de twee vierkanten torens een gevangenis. Deze gevangenis heeft dienst gedaan tot eind 19e eeuw. In 1860 wapperde de onafhankelijkheidsstrijder Garibaldi met de Italiaanse vlag vanop de ronde toren. Hij riep dat Salemi bevrijd was van het Bourbonregime der Beide Siciliën.
In 1959 werd de gevangenis afgebroken. Van 1934 tot 1984 was in het Noormannenkasteel de gemeentelijke bibliotheek ondergebracht. Ten gevolge van de aardbeving van 1968 in de vallei van Belice werd het kasteel gesloten voor restauratiewerken. 
In 2002 opende het gemeentelijk museum de deuren in het Noormannenkasteel. Er worden archeologische vondsten getoond. Deze komen zowel uit de ondergrond van het kasteel als van elders in Salemi.